# Relações entre Bangladesh e Myanmar
As relações entre Bangladesh e Myanmar são as relações diplomáticas estabelecidas entre a República Popular do Bangladesh e a República da União de Myanmar. Ambos são vizinhos, com uma extensão de 193 km na fronteira entre os dois países.

## História
Embora as relações bilaterais oficiais entre esses dois países tenham começado em 1972, quando o governo de Myanmar reconheceu o Bangladesh como um estado soberano, eles não conseguiram estabelecer relações bilaterais suaves e amigáveis nas quatro décadas que se passaram. Talvez o motivo principal tenha sido a determinação de Myanmar de permanecer na área de influência da China, o que significou que o governo de Myanmar não demonstrou respeito suficiente pelo pequeno vizinho. Ao longo dos anos, eles tentaram se aproveitar da vulnerabilidade geográfica de Bangladesh e se recusaram a resolver as disputas existentes.
Outras questões que impediram o processo de construção de relações bilaterais efetivas incluem o afluxo de refugiados ruaingas, a demarcação de fronteiras terrestres e marítimas, o tráfico ilegal e alegados movimentos transfronteiriços de insurgentes.